# Урбанович, Виктор Казимирович
Виктор Казимирович Урбанович (2 июня 1898, Рига, Лифляндская губерния — 2 июня 1977, Москва, СССР) — советский военный деятель, генерал-лейтенант (2 ноября 1944).

## Начальная биография
Родился 2 июня 1898 года в Риге Лифляндской губернии.

## Военная служба

### Первая мировая и гражданская войны
В декабре 1916 года призван в ряды Русской императорской армии. Принимал участие в боевых действиях на Северо-Западном фронте. В сентябре 1917 года рядовым демобилизован из рядов армии.
В 1918 году вступил в РКП(б). В мае того же года призван в ряды РККА и направлен на Юго-Западный фронт, где служил на должностях помощника командира и командира взвода, помощника начальника пулеметной команды, начальника бронелетучки 31-го Рославльского полка обороны железных дорог, помощника командира и командира роты 86-го отдельного батальона обороны железных дорог, начальника десантного отряда бронепоезда № 19, взводного инструктора 2-го запасного пулеметного батальона.
За отличия в боевых действиях гражданской войны награждён орденом Красного Знамени.

### Межвоенное время
После окончания 27-х Орловских пехотно-пулемётных курсов комсостава в январе 1921 года назначен на должность командира пулемётного взвода, затем — на должность начальника пулемётной команды 2-го полка ВЧК, в ноябре того же года — на должность командира роты 25-го отдельного батальона ВЧК, в июне 1922 года — на должность командира взвода и адъютанта дивизиона 5-го Волжского железнодорожного полка. С января 1923 года служил на должностях командира взвода, помощника командира по строевой части и командира 5-го Нижегородского дивизиона войск ОГПУ.
В сентябре 1924 года направлен на учёбу в Военную академию имени М. В. Фрунзе, после окончания которой в июле 1928 года назначен на должность преподавателя и начальника основного курса Высшей пограничной школы ОГПУ, а с ноября 1931 года служил на должностях начальника учебного отдела и начальника штаба 1-й школы войск ОГПУ. С октября 1932 года — на должностях командира и военкома 9-й и 4-й железнодорожных бригад войск полномочного представителя ОГПУ Московского округа.
В июле 1933 года назначен на должность начальника 3-го отделения 2-го отдела, затем — на должности начальника отдела боевой подготовки, отдела боевой подготовки и вооружения Управления пограничной охраны и войск ОГПУ Средней Азии и Туркмении. С июня 1935 года служил на должностях начальника отдела боевой подготовки и вооружения и начальника штаба войск Управления коменданта ПВО Дальневосточного края. С 29 июля по 11 августа 1938 года принимал участие в боевых действиях у озера Хасан.
С января 1940 года занимал должность начальника 1-го отдела штаба войск НКВД по охране железнодорожных сооружений, а в апреле того же года назначен на должность заместителя начальника отдела боевой подготовки организационно-строевого управления Главного управления пограничных войск НКВД.

### Великая Отечественная война
С началом войны 25 июня полковник Урбанович назначен на должность командира 257-й стрелковой дивизии 34-й армии, которая 30 июля 1941 года включена в состав Резервного, а 6 августа — в состав Северо-Западного фронтов. В районе озера Ильмень дивизия попала в окружение, после выхода из которого Урбанович в сентябре был снят с занимаемой должности и затем назначен командиром 29-го стрелкового полка (183-я стрелковая дивизия, 27-я армия).
В ноябре 1941 года назначен на должность начальника оперативного отдела штаба 29-й армии, а в январе 1942 года — на должность командира 252-й стрелковой дивизии, которая во время Ржевско-Вяземской наступательной операции вела боевые действия по направлению главного удара 39-й армии, участвуя в ходе прорыва обороны противника и развития наступления по направлению на Сычевку, что обеспечило ввод в прорыв 11-го кавалерийского корпуса. В конце января дивизия вышла к железной дороге Вязьма — Смоленск севернее Ярцево, в районе которого встретила сильно укреплённую оборону противника. В июле 252-я стрелковая дивизия попала в окружение, из которого после трёхнедельных боевых действий Урбанович вывел части дивизии, проявив при этом твёрдость в управлении частями, личную храбрость и мужество.
В сентябре 1942 года назначен на должность командира 186-й стрелковой дивизии, а 6 июля 1943 года — на должность командира 41-го стрелкового корпуса, который принимал участие в боевых действиях в ходе Орловской, Брянской, Рогачевско-Жлобинской, Бобруйской, Минской, Белостокской, Млавско-Эльбингской и Восточно-Прусской наступательных операций, а также в освобождении городов Орел, Костюковичи, Рогачев, Бобруйск, Новогрудок, Белосток, Остроленка, Вилленберг и Хайлигенбайль.

### Послевоенная карьера
После окончания войны продолжил командовать корпусом в составе Минского военного округа, в марте 1946 года преобразованного в Белорусский.
В мае 1949 года направлен на учёбу на высшие академические курсы при Высшей военной академии имени К. Е. Ворошилова, после окончания которых в мае 1950 года назначен на должность командира 137-го стрелкового корпуса (Дальневосточный военный округ).
В апреле 1953 года направлен в командировку в Китай, где служил на должностях старшего военного советника командующего войсками округа НОАК и старшего военного советника заместителя начальника Генштаба по боевой подготовке НОАК.
После возвращения из командировки в июне 1957 года прикомандирован к Генштабу для научно-исследовательской работы, а с июля находился в распоряжении Министерства обороны СССР.
Генерал-лейтенант Виктор Казимирович Урбанович в октябре 1960 года вышел в запас. Умер 2 июня 1977 года в Москве. Похоронен на Кунцевском кладбище.

## Награды
- Два ордена Ленина (№ 17560-23.07.1944, 21.02.1945);
- Четыре ордена Красного Знамени (1923, 08.04.1943, 03.11.1944, 20.06.1949);
- Орден Кутузова 1 степени (29.05.1945);
- Орден Суворова 2 степени (10.04.1945);
- Орден Богдана Хмельницкого 2 степени (03.06.1944);
- Орден Отечественной войны 1 степени (27.08.1943);
- Медали.

Иностранные награды:
- Орден «За воинскую доблесть» (Польша);
- Медаль «За Одру, Нису и Балтику» (ПНР);
- Орден «Легион почёта» (США);
- Медаль признательности и народной благодарности «За военные заслуги» (КНР);
- Медаль «Китайско-советской дружбы» (КНР).

Приказы (благодарности) Верховного Главнокомандующего, в которых отмечен В. К. Урбанович
- За форсирование реки Днепр, прорыв сильной обороны немцев и овладение штурмом городом и крупной железнодорожной станцией Рогачев — важным опорным пунктом обороны немцев на бобруйском направлении. 24 февраля 1944 года № 78.
- За овладение штурмом городом и крупной железнодорожной станцией Бобруйск — важным узлом коммуникаций и мощным опорным пунктом обороны немцев, прикрывающим направления на Минск и Барановичи. 29 июня 1944 года № 125.
- За овладение городом и крупным железнодорожным узлом Волковыск — важным опорным пунктом обороны немцев, прикрывающим пути на Белосток. 14 июля 1944 года № 138.
- За овладение штурмом городом и крупным промышленным центром Белосток — важным железнодорожным узлом и мощным укрепленным районом обороны немцев, прикрывающим пути к Варшаве. 27 июля 1944 года № 151.
- За овладение штурмом городом и крепостью Остроленка — важным опорным пунктом обороны немцев на реке Нарев. 6 сентября 1944 года № 184.
- За овладение сильными опорными пунктами обороны немцев городами Макув, Пултуск, Цеханув, Нове-Място, Насельск. 17 января 1945 года. № 224.
- За овладение городами Найденбург, Танненберг, Едвабно и Аллендорф — важными опорными пунктами обороны немцев. 21 января 1945 года. № 239.
- За овладение городами Восточной Пруссии Вилленберг, Ортельсбург, Морунген, Заальфельд и Фрайштадт — важными узлами коммуникаций и сильными опорными пунктами обороны немцев. 23 января 1945 года. № 246.
- За овладение штурмом городами Вормдитт и Мельзак — важными узлами коммуникаций и сильными опорными пунктами обороны немцев. 17 февраля 1945 года. № 282.
- За овладение городом Браунсберг — сильным опорным пунктом обороны немцев на побережье залива Фриш-Гаф. 20 марта 1945 года. № 303.
- За овладение городом Хайлигенбайль — последним опорным пунктом обороны немцев на побережье залива Фриш-Гаф, юго-западнее Кенигсберга. 25 марта 1945 года. № 309.
- За завершение ликвидации окруженной восточно-прусской группы немецких войск юго-западнее Кенигсберга. 29 марта 1945 года. № 317.
- За завершение ликвидации группы немецких войск, окруженной юго-восточнее Берлина. 2 мая 1945 года. № 357.

## Воинские звания
- Генерал-майор (15 июля 1941 года);
- Генерал-лейтенант (2 ноября 1944 года).